# Zeiss-Großplanetarium

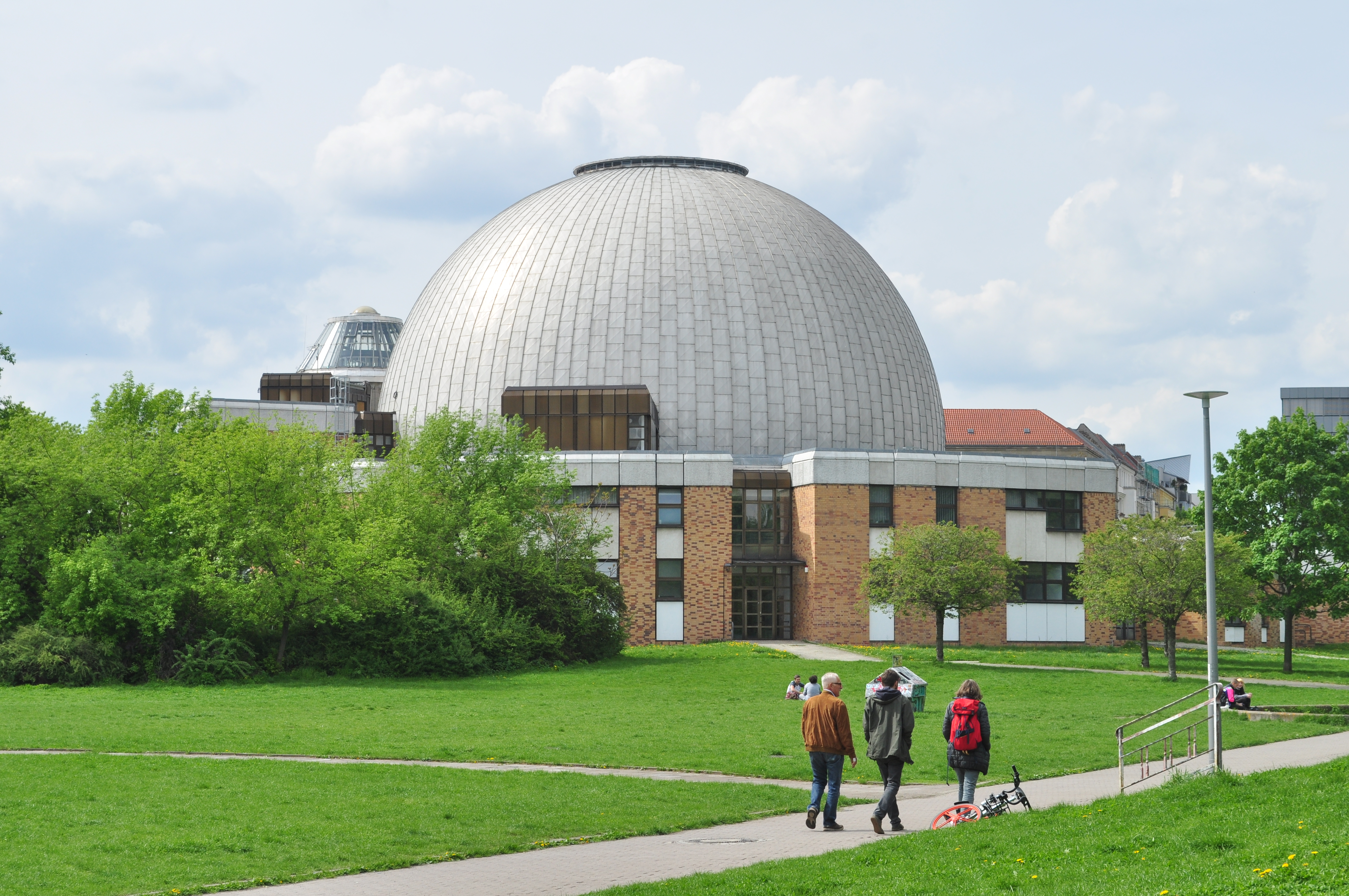
Zeiss-Großplanetarium, Ansicht vom Park, 2018

Das Zeiss-Großplanetarium in Berlin wurde 1987 „als eines der größten und modernsten Planetarien weltweit“ eröffnet. Es befindet sich am Rande des in den 1980er Jahren erbauten Wohngebietes Ernst-Thälmann-Park im Ortsteil Prenzlauer Berg und gehört wie die Archenhold-Sternwarte und das Planetarium am Insulaner mit der Wilhelm-Foerster-Sternwarte zur Stiftung Planetarium Berlin.
Seit seiner Wiedereröffnung im August 2016 bietet es ein umfangreiches Bildungs- und Programmangebot aus den Bereichen Astronomie, Wissenschaft sowie Kultur und erreicht besonders hohe Besucherzahlen. Es gilt als das meistbesuchte Planetarium im deutschsprachigen Raum. Von 1987 bis Anfang 2025 besuchten mehr als fünf Millionen Gäste die Einrichtung. Im Januar 2025 wurde das Planetarium in die Berliner Denkmalliste aufgenommen.

## Geschichte

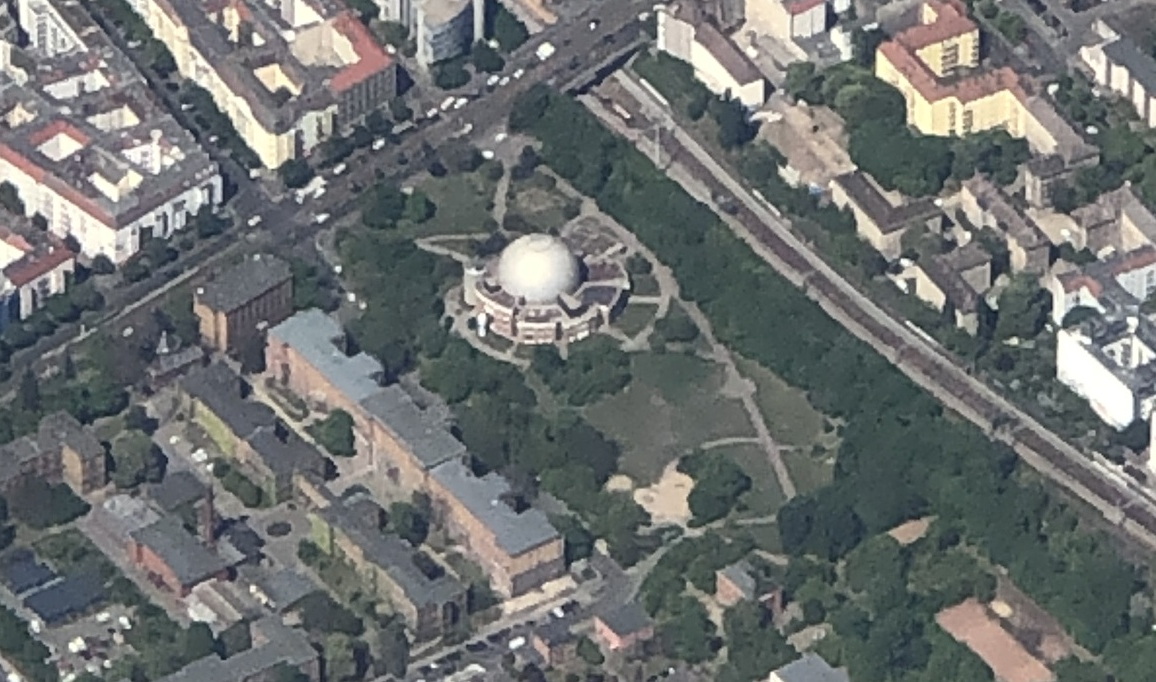
Luftaufnahme des Planetariums 2019

Das nach den Plänen des Architekten Erhardt Gißke in zwei Jahren Bauzeit errichtete Zeiss-Großplanetarium wurde am 9. Oktober 1987 im Zuge des 750-jährigen Stadtjubiläums Berlins eröffnet. Als Prestigebau sollte es der anschaulichen Vermittlung neuester astronomischer Kenntnisse dienen, die Stärke der sozialistischen Raumfahrt demonstrieren und die DDR als Spitzentechnologie-Land präsentieren. Der historische Sternprojektor Cosmorama, hergestellt vom VEB Carl Zeiss Jena, war im Fußboden versenkbar, konnte den Sternenhimmel mit 9.200 Sternen naturgetreu darstellen, alle Sternbilder figürlich in die Kuppel projizieren sowie Planeten einblenden. Er zählte zu den ersten computergesteuerten Projektoren, die sowohl manuell über ein Bedienpult als auch vollständig automatisiert über Computer gesteuert werden konnten.
Zwischen April 2014 und August 2016 wurde das Zeiss-Großplanetarium für rund 13 Millionen Euro saniert und umgebaut Ziel war unter anderem, zum „modernste(n) Wissenschaftstheater Europas“ zu werden. Der Einsatz des Cosmorama endete, er wurde in der Ausstellung im Foyer des Hauses platziert und kann dort kostenfrei besichtigt werden. Im Zuge der Sanierung des Großplanetariums wurde auch die Medientechnik vollständig erneuert. Zum 1. Juli 2016 wechselte das Zeiss-Großplanetarium von der Stiftung Deutsches Technikmuseum Berlin in die neugegründete Stiftung Planetarium Berlin. In der Zeit von 2022 bis 2024 verzeichnete das Zeiss-Großplanetarium jährlich Besucherrekorde: 2024 wurden mehr als 357.000 Gäste gezählt. Im Januar 2025 wurde das Planetarium in die Berliner Denkmalliste aufgenommen.
Planetariumsleiter
- 1987–2004: Dieter B. Herrmann
- 2005–2006: Klaus Bernhard Staubermann
- 2006–2009: Hans-Friedger Lachmann (kommissarisch)
- 2009–2013: Felix Lühning
- seit 2013:00Tim Florian Horn

## Gebäude
Der Kuppelsaal des Planetariums (Planetariumssaal) prägt mit 30 Metern Durchmesser das Berliner Stadtbild (Innendurchmesser: 23 Meter). Der Planetariumssaal hat 307 Sitzplätze und wird ergänzt durch ein großes Foyer und Ausstellungen sowie einem hauseigenen Kinosaal mit 160 Plätzen.

## Technische Ausstattung des Planetariumssaals

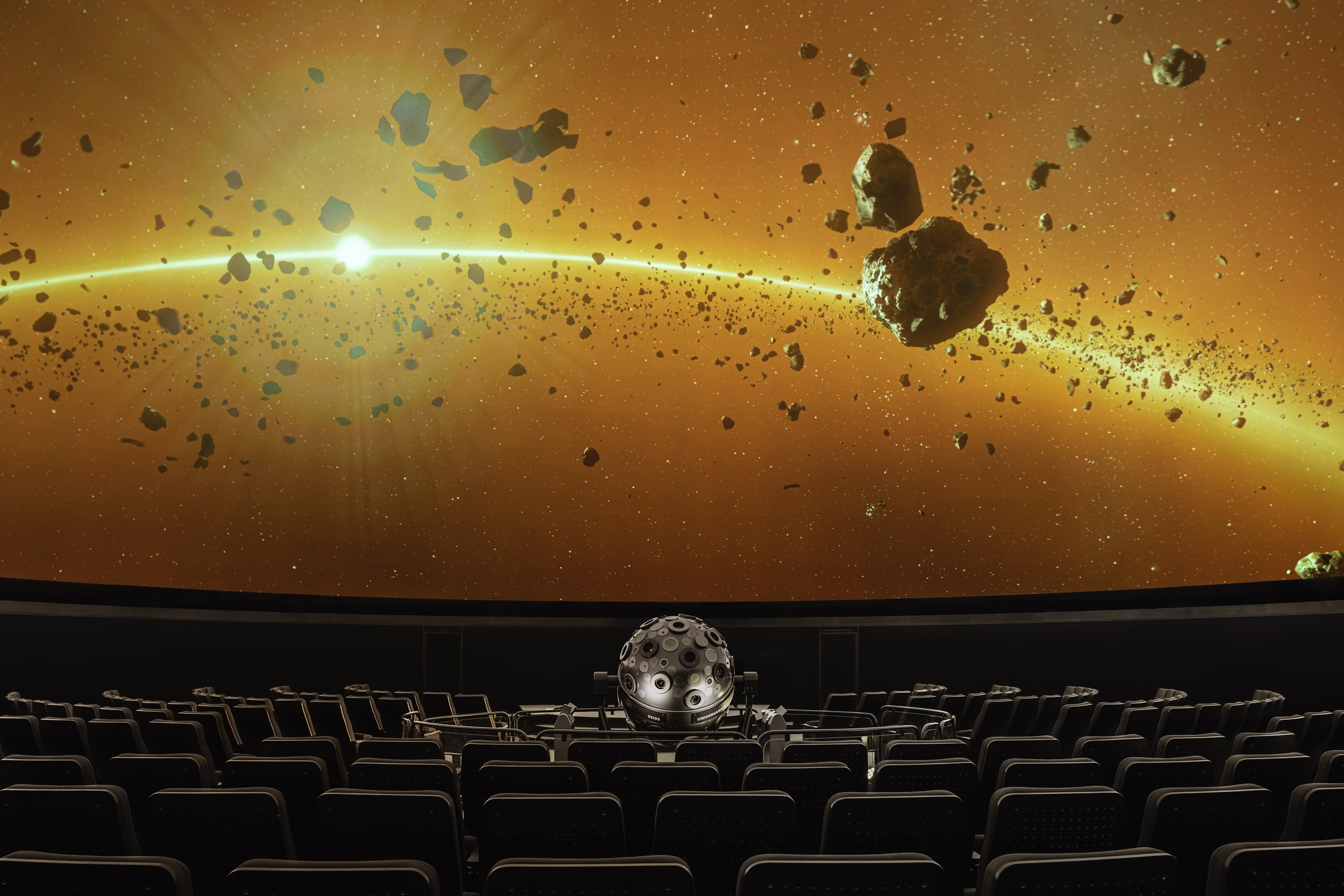
Projektion im Planetariumssaal, 2021

### Sternprojektor
Der Planetariumsprojektor Zeiss Universarium Modell IX wurde speziell für das Haus modifiziert und ist im Fußboden versenkbar. Der Sternprojektor kann 9505 Sterne und die Milchstraße darstellen. Jeder Stern wird hierbei durch eine eigene Glasfaser gespeist. Neben dem Sternprojektor zeigen zusätzliche acht Planetenprojektoren die Bewegung von Sonne, Mond und Planeten.

### 360°-Fulldome-Technik
Die 360°-Fulldome-Projektion ergänzt den Sternprojektor um ein mehrkanaliges, digitales Projektionssystem mit zehn Zeiss Velvet Videoprojektoren in 8K-Auflösung. Sie werden von zehn Grafikrechnern gespeist und erzeugen ein kuppelfüllendes Videobild. Die Projektion mit den Zeiss Velvet Videoprojektoren kann mit dem Sternenprojektor verknüpft werden, sodass astronomische Objekte wie Nebel, aber auch Sternbilder passgenau auf den Sternenhimmel projiziert werden können. Die Nutzung eines Echtzeit-fähigen Bildgenerators ermöglicht es, tagesaktuell neue astronomische Inhalte zu integrieren.

### Spatial Sound
Das Spatial Sound-System im Planetariumssaal simuliert räumliche Tonquellen und verfügt über 49 Lautsprecher und 4 Subwoofer, die eine Gesamtleistung von 52,5 kW betragen.

## Veranstaltungen, Inhalte und Besucherzahlen
Das Planetarium zeigt astronomische Programme und behandelt in seinen Veranstaltungen auch naturwissenschaftliche sowie kulturelle Themen. Das Planetarium ist regelmäßiger Veranstaltungsort der Radio-Eins-Reihe Hörspielkino unterm Sternenhimmel. Im Kuppelsaal werden mit der 360-Grad-Fulldome-Technik neben Programmen aus Astronomie und Wissenschaft auch Vorträge, Hörspiele, Musikprogramme sowie hauseigene Highlight- und Konzertreihen und ein umfangreiches Bildungsangebot für Kinder und Schulklassen ausgerichtet. Im Sommer 2024 war das Großplanetarium einer der Berliner Gastgeber der IPS Konferenz, dem wichtigsten Branchentreffen der Experten aus Planetarien. Seit 2024 findet einmal pro Jahr im Zeiss-Großplanetarium die Lange Nacht der Astronomie statt, die die Stiftung Planetarium Berlin, Träger des Zeiss-Großplanetariums, gemeinsam mit der Astronomischen Gesellschaft 2024 auf die Bundesebene gehoben hat. Die Lange Nacht der Astronomie wurde 2014 in Berlin ins Leben gerufen und findet seitdem regelmäßig statt.
Seit seiner Wiedereröffnung im August 2016, der eine zweijährige Modernisierungspause vorausging, bietet das Planetarium ein umfangreiches Bildungs- und Programmangebot aus den Bereichen Astronomie, Wissenschaft sowie Kultur und erreicht besonders hohe Besucherzahlen. Von 1987 bis Anfang 2025 besuchten mehr als fünf Millionen Gäste die Einrichtung. Es gilt als das meistbesuchte Planetarium im deutschsprachigen Raum.

## Kino im Planetarium

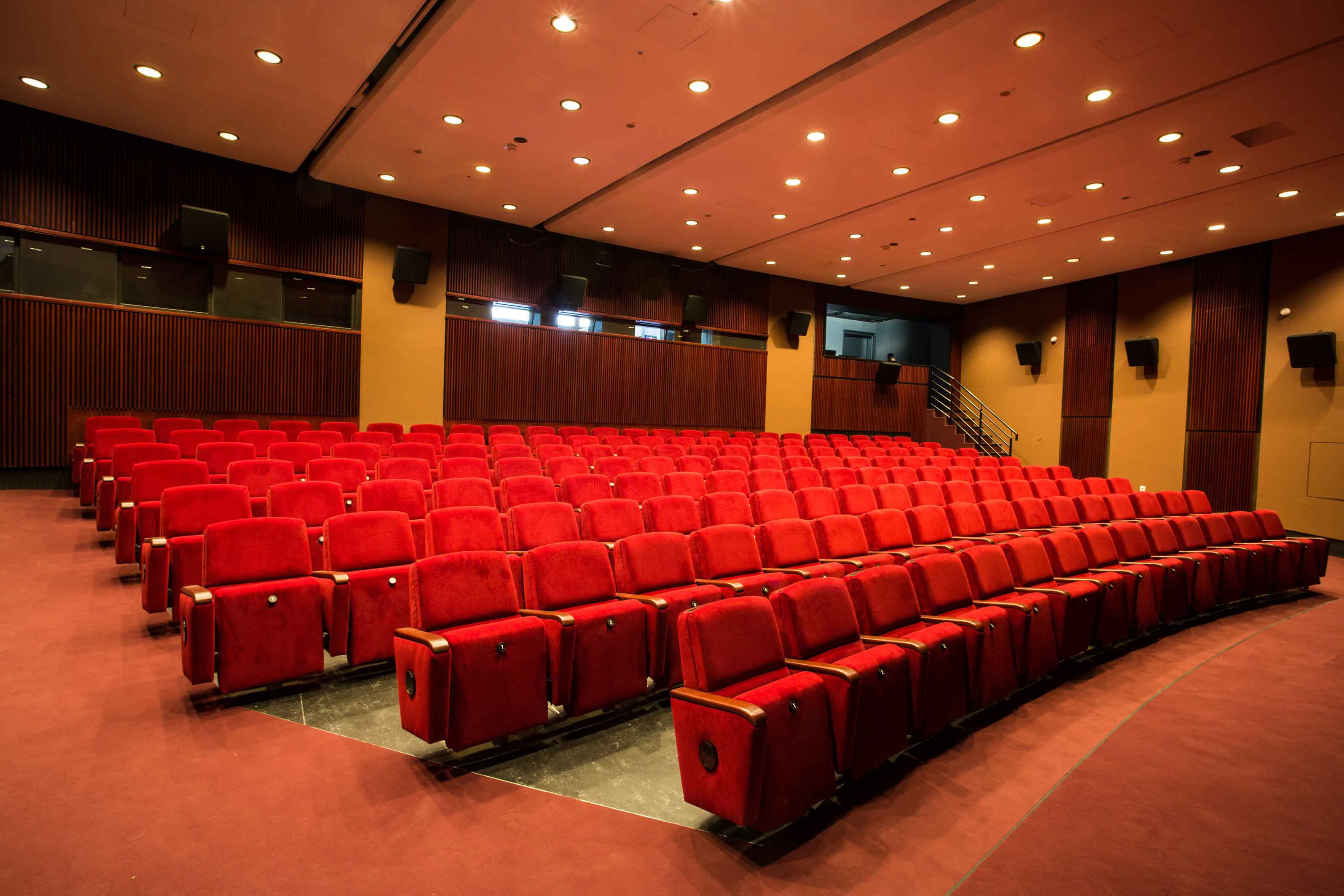
Kinosaal, 2023

Das Programm des hauseigenen Kinos wurde mehrfach vom Medienboard Berlin-Brandenburg ausgezeichnet. Es besteht aus Dokumentationen, Spielfilmen und Kinderprogrammen. 2023 nahm das Zeiss-Großplanetarium im Rahmen der Reihe „Berlinale goes Kiez“ erstmals an der Berlinale teil.

## Ausstellungen
Das Zeiss-Großplanetarium zeigt auch Ausstellungen. 2024 wurde beispielsweise die audiovisuelle Wanderausstellung „achtzehn“ präsentiert. Zum Jahresende 2024 eröffnete die kostenfreie Dauerausstellung „Universum zum Anfassen“. Sie will Wissenschaft und Astronomie möglichst anschaulich und interaktiv vermitteln.

## Prominente

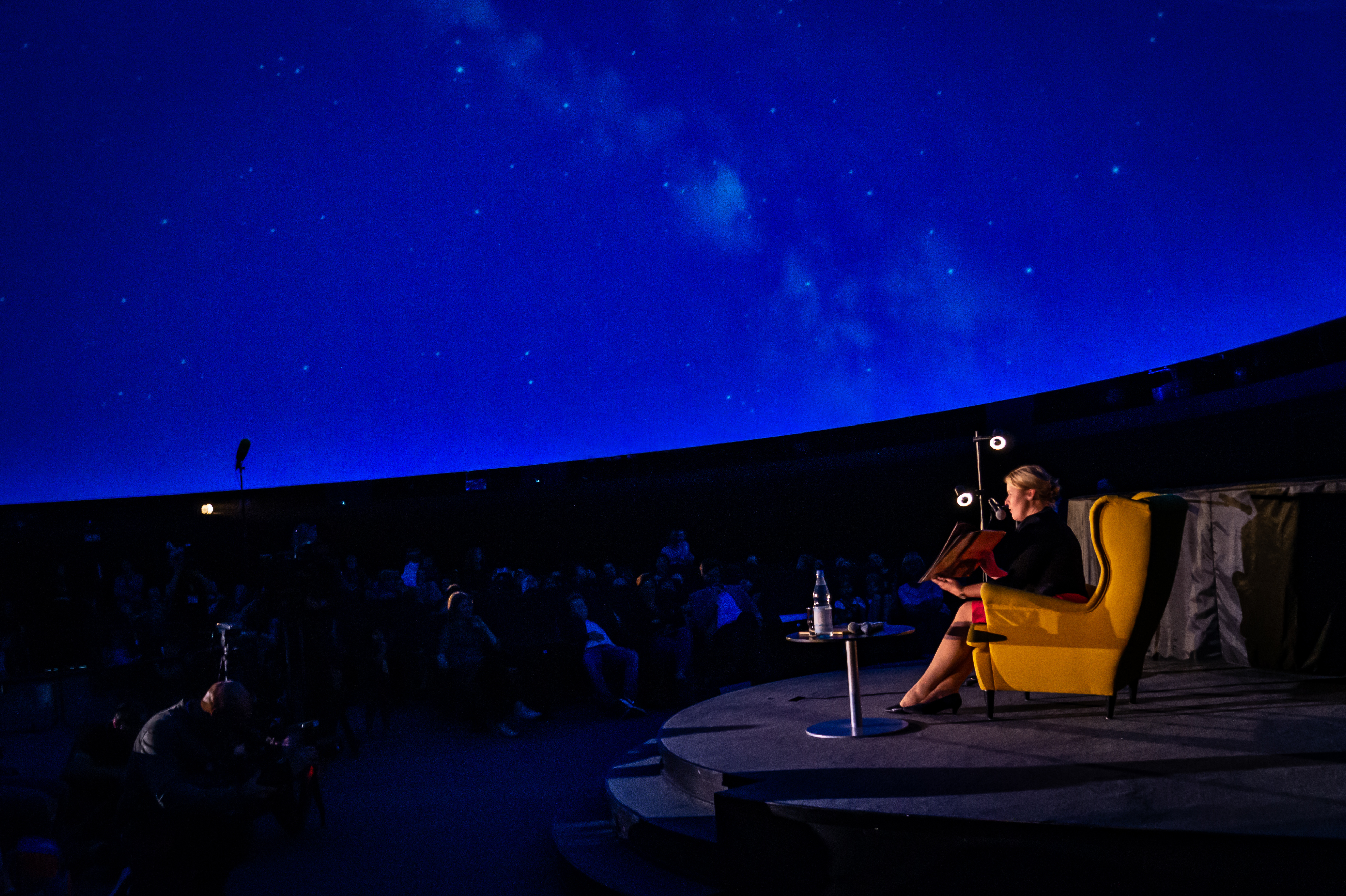
2019: Lesestunde im Zeiss-Großplanetarium mit der damaligen Bundesministerin Franziska Giffey

In den Programmen, Konzerten, Lesungen und Veranstaltungen des Zeiss-Großplanetariums waren zahlreiche prominente Gäste und bekannte Persönlichkeiten zu sehen, so unter anderem ESA-Astronaut Matthias Maurer, ESA-Astronaut Alexander Gerst und ESA-Astronautin Samantha Cristoforetti sowie die Bands Mando Diao, Tocotronic, Die Andere Seite oder Fall Out Boy.